# Ірена Бараунскайте-Візбарене
Іре́на Бараунска́йте-Візбарене (лит. Irena Vizbarienė-Baranauskaitė; 25 червня 1977, Алітус, Литовська РСР) — литовська баскетболістка, яка виступала на позиціях форварда и центрового. Чемпіонка Європи 1997, нагороджена Медаллю ордена Великого князя литовського Гедиміна (1997) і Орденом «За заслуги перед Литвою» V ступеня (2005).

## Життєпис
Ірена Візбарене-Баранаускайте вихованка баскетбольної школи Алітуса. Першим професійним клубом став місцевий «Снейгес». 1995 року Ірена перейшла у вільнюську команду «Літовус Телекомас», де зробила відчутний внесок у перемоги клубу, становлення його як гранда прибалтійського баскетболу. Усі наступні тріумфи невідривно пов'язані з Візбарієне: 8 перемог у чемпіонаті Литви і 7 перемог у Балтійській лізі, бронзовий призер Євроліги 2004/05. За час виступів у Вільнюсі баскетболістка побувала в короткостроковій оренді, виступаючи за іспанський «Рос Касарес» з 6 по 25 березня 2003 року (1 матч в чемпіонаті Іспанії + 1 матч в Євролізі).
2008 року Ірена приїхала в Росію виступати за «курський Динамо». Після закінчення сезону переїхала в Грецію виступати за один з найсильніших клубів Європи «Афінаїкос». Єдиний сезон, який баскетболістка провела в цьому клубі, став для неї переможним у всіх турнірах: чемпіонка Греції і володар кубка Європи. Причому в єврокубку Ірена в півфіналі грала проти свого колишнього клубу «Динамо». У фіналі європейського турніру Ірена показала приголомшливий результат — у першому матчі з «Надією» набрала 14 очок і 11 підбирань, у другому матчі 14 очок і 4 підбирання.
Наступного року Візбарієне знову повернулася в «курський Динамо», де з командою посіла 4-е місце в чемпіонаті Росії. Той сезон став для неї останнім у баскетбольній кар'єрі.
У складі національної збірної Ірена дебютувала на чемпіонаті Європи 1997 року. На тій «золотій» першості баскетболістка грала у 2 іграх, з них одна в півфіналі зі збірною Німеччини (2 хвилини, 2 очка). Учасниця трьох чемпіонатів Європи та одного «світового форуму». На своїй останній європейській першості 2005 року Візбарієне була найкращою в команді за підбираннями (6,5) і блок-шотами (1,9).
Нині Ірена Візбарене-Баранаускайте є помічницею головного тренера молодіжної команди «Яунієйї Талентаї», яка виступає в другому дивізіоні чемпіонату Литви «NMKL».

### Статистика виступів за збірну Литви (середній показник)
| Збірна | Сезон | Місце | Чемпіонат | Чемпіонат | Чемпіонат | Чемпіонат |
| Збірна | Сезон | Місце | Ігри      | Очки      | Підб      | Перед     |
| ------ | ----- | ----- | --------- | --------- | --------- | --------- |
| ЧС     | 2002  | 11    | 8         | 6,6       | 3,9       | 1,0       |
| ЧЄ     | 1997  | 1     | 2         | 2,5       | 0         | 0         |
| ЧЄ     | 2001  | 4     | 4         | 10,8      | 4,9       | 0,8       |
| ЧЄ     | 2005  | 4     | 8         | 7,0       | 6,5       | 0,9       |

## Досягнення
- Чемпіонка Європи: 1997
- Володарка кубка Європи: 2010
- Чемпіонка Литви: 1996, 2000, 2001, 2002, 2003, 2004, 2005, 2006
- Чемпіонка Греції: 2010
- Переможниця Балтійської ліги: 2000, 2001, 2002, 2003, 2004, 2005, 2006